# Capraia
Capraia Isola /ka'praja 'izola/ nebo Capraia (česky: Ostrov Capraia) je název italské obce a ostrova v toskánské provincii Livorno, ležícího v Tyrhénském moři. Nachází se 64 km jihozápadně od Livorna a 31 km východně od Korsiky.

## Ostrov
Capraia je sopečný ostrov, má rozlohu 19 km² a je třetí největší ostrov toskánského souostroví.
Ostrov je eliptický, má délku 8 km a šířku 4 km. Nejvyšší hora je Monte Castello (Hradní hora), 445 m. Celé pobřeží je dlouhé 30 km s řadou útesů, kromě malé pláže v La Mortola. Na řadě útesů jsou malé zálivy, v místním dialektu cale (sg.: cala).
Jeho řecké jméno bylo Αηγυλον (Aegylon), latinsky Caprara, což znamená Kozí země. Ostrov byl ovládán Pisou, Janovem a Korsikou, a potom ho dobylo Sardinské království. Po druhé světové válce postavili na ostrově vězení, které už v dnešní době neexistuje.

## Vývoj počtu obyvatel
Počet obyvatel